# Le Fermier, le Chien et le Renard
Le Fermier, le Chien et le Renard est la troisième fable du livre XI de Jean de La Fontaine situé dans le second recueil des Fables de La Fontaine, édité pour la première fois en 1678.

## Texte de la fable
Le Loup et le Renard sont d’étranges voisins :

Je ne bâtirai point autour de leur demeure.

Ce dernier guettait à toute heure

Les poules d’un Fermier ; et quoique des plus fins,

Il n’avait pu donner d’atteinte à la volaille.

D’une part l’appétit, de l’autre le danger,

N’étaient pas au compère un embarras léger.

Hé quoi, dit-il, cette canaille,

Se moque impunément de moi ?

Je vais, je viens, je me travaille,

J’imagine cent tours ; le rustre, en paix chez soi,

Vous fait argent de tout, convertit en monnoie,

Ses chapons, sa poulaille ; il en a même au croc :

Et moi maître passé, quand j’attrape un vieux coq,

Je suis au comble de la joie !

Pourquoi sire Jupin m’a-t-il donc appelé

Au métier de Renard ? Je jure les puissances

De l’Olympe et du Styx, il en sera parlé.

Roulant en son cœur ces vengeances,

Il choisit une nuit libérale en pavots :

Chacun était plongé dans un profond repos ;

Le Maître du logis, les valets, le chien même,

Poules, poulets, chapons, tout dormait. Le Fermier,

Laissant ouvert son poulailler,

Commit une sottise extrême.

Le voleur tourne tant qu’il entre au lieu guetté ;

Le dépeuple, remplit de meurtres la cité :

Les marques de sa cruauté,

Parurent avec l’Aube : on vit un étalage

De corps sanglants, et de carnage.

Peu s’en fallut que le Soleil

Ne rebroussât d’horreur vers le manoir liquide.

Tel, et d’un spectacle pareil,

Apollon irrité contre le fier Atride

Joncha son camp de morts : on vit presque détruit

L’ost des Grecs, et ce fut l’ouvrage d’une nuit.

Tel encore autour de sa tente

Ajax à l’âme impatiente,

De moutons, et de boucs fit un vaste débris,

Croyant tuer en eux son concurrent Ulysse,

Et les auteurs de l’injustice

Par qui l’autre emporta le prix.

Le Renard autre Ajax aux volailles funeste,

Emporte ce qu’il peut, laisse étendu le reste.

Le Maître ne trouva de recours qu’à crier

Contre ses gens, son chien, c’est l’ordinaire usage.

Ah maudit animal qui n’es bon qu’à noyer,

Que n’avertissais-tu dés l’abord du carnage ?

Que ne l’évitiez-vous ? c’eût été plus tôt fait.

Si vous Maître et Fermier à qui touche le fait,

Dormez sans avoir soin que la porte soit close,

Voulez-vous que moi chien qui n’ai rien à la chose,

Sans aucun intérêt je perde le repos ?

Ce Chien parlait très à propos :

Son raisonnement pouvait être

Fort bon dans la bouche d’un Maître ;

Mais n’étant que d’un simple Chien,

On trouva qu’il ne valait rien.

On vous sangla le pauvre drille.

Toi donc, qui que tu sois, ô père de famille,

(Et je ne t’ai jamais envié cet honneur,)

T’attendre aux yeux d’autrui, quand tu dors, c’est erreur.

Couche-toi le dernier, et vois fermer ta porte.

Que si quelque affaire t’importe,

Ne la fais point par procureur.
— Jean de La Fontaine, Fables de La Fontaine, Le Fermier, le Chien et le Renard, texte établi par Jean-Pierre Collinet, Fables, contes et nouvelles, Gallimard, « Bibliothèque de la Pléiade », 1991, p. 429